# Mon oncle Jules
Mon oncle Jules est une nouvelle de Guy de Maupassant, parue en 1883.

## Historique
Mon oncle Jules est initialement publiée dans la revue Le Gaulois du 7 août 1883, puis dans le recueil Miss Harriet .
La nouvelle est dédiée au peintre Jean-Achille Benouville.

## Résumé
Joseph Davranche, un ami du narrateur, raconte l'histoire d'un pauvre homme dont le souvenir l’obsède.
Lorsque Joseph Davranche donne cent sous à un mendiant, son camarade s'étonne. Joseph s'explique par un récit. Il a grandi dans une famille pauvre. Son oncle Jules doit beaucoup d'argent à son père. Il écrivait parfois, depuis l'Amérique, qu'il rembourserait bientôt, une fois fortune faite. La famille, pleine d'espoir, attendit de nombreuses années. En l'honneur du mariage d'une fille Davranche, la famille se rend à Jersey. Il y a à bord du paquebot, un vieil homme, à l'aspect misérable, qui ouvre des huîtres pour les voyageurs. La famille effarée reconnaît Jules. C'est le capitaine qui résume son histoire. Il a recueilli Jules l'an dernier, "un vieux vagabond français trouvé en Amérique". Maintenant, l'oncle est écailler sur le paquebot. Il ne veut pas se rendre au Havre, chez les Davranche, parce qu'il leur doit de l'argent. Après que la famille a commandé des huîtres, Joseph se charge de payer. Il laisse un pourboire à son oncle Jules qui ne le reconnaît pas. Depuis ce jour, il donne régulièrement cent sous aux vieux mendiants.

## Thèmes
La pauvreté, l'envie et le mensonge.